# Peščana oluja
Peščana oluja je meteorološki fenomen karakterističan za suva i polusuva područja. Peščane oluje nastaju kada snažan vetar ponese pesak i prašinu sa suve površine. Čestice se prenose saltacijom i suspenzijom, izazivajući eroziju tla na jednom i depoziciju na drugom mjestu. 
Suva područja oko severne Afrike i Arapskog poluostrva su glavni kopneni izvori prašine u vazduhu. Tvrdi se da loše upravljanje suvim područjima, kao što je zanemarivanje sistema ugara, povećava veličinu i učestalost prašnih oluja sa pustinjskih margina, čime se menja lokalna i globalna klima, i utiče se na lokalnu ekonomiju.
Termin peščana oluja se najčešće koristi u kontekstu pustinjskih prašinskih oluja, posebno u pustinji Sahara, ili na mestima gde je pesak prevalentniji tip zemljišta od prljavštine ili stena, kada, pored sitnih čestica koje zaklanjaju vidljivost, značajna količina većih čestica peska biva oduvana bliže površini. Izraz oluja prašine se češće koristi kada se sitnije čestice raznose na velike udaljenosti, posebno kada oluja prašine utiče na urbana područja.

## Uzroci
Kako se povećava sila prašine koja prelazi preko labavo držanih čestica, čestice peska prvo počinju da vibriraju, a zatim da se kreću po površini u procesu koji se naziva saltacija. Dok više puta udaraju o tlo, olabave i odlome manje čestice prašine koje tada počinju da putuju u suspenziji. Pri brzinama vetra većim od one koja izaziva suspenziju najmanjih, postojaće populacija zrna prašine koja će se kretati nizom mehanizama: suspenzijom, saltacijom i puzanjem.
Jedna studija iz 2008. godine otkriva da početno slanje čestica peska izaziva statičko električno polje trenjem. Salatacijski pesak dobija negativno naelektrisanje u odnosu na tlo, što zauzvrat dovodi do otpuštanja više čestica peska koje zatim počinju da saltiraju. Utvrđeno je da ovaj proces udvostručuje broj čestica predviđen prethodnim teorijama.
Jedna loša poljoprivredna praksa koja doprinosi prašnim olujama je obrada suvog zemljišta. Posebno loše poljoprivredne tehnike su intenzivna obrada zemljišta ili nepostojanje useva ili pokrovnih useva kada oluje udare u posebno ranjivim vremenima pre obnavljanja vegetacije. U polusušnoj klimi, ove prakse povećavaju osetljivost na oluje prašine. Međutim, mogu se primeniti prakse očuvanja zemljišta da bi se kontrolisala erozija vetrom.

## Fizički i ekološki efekti
Peščana oluja može neočekivano da transportuje i nosi velike količine peska. Oluje prašine mogu nositi velike količine prašine, a prednja ivica se sastoji od zida od guste prašine visine čak 1,6 km (5.200 ft). Oluje prašine i peska koje dolaze sa pustinje Sahare lokalno su poznate kao samum ili simun (sîmūm, sîmūn). Habub (həbūb) je peščana oluja koja preovladava u regionu Sudana oko Kartuma, a pojave su najčešće tokom leta.
Pustinja Sahara je ključni izvor prašnih oluja, posebno depresija Bodele i oblast koja pokriva sastav Mauritanije, Malija i Alžira. Saharska prašina se često emituje u mediteransku atmosferu i prenosi se vetrovima ponekad čak na sever do centralne Evrope i Velike Britanije.
Saharske oluje prašine povećale su se otprilike 10 puta tokom pola veka od 1950-ih, uzrokujući gubitak gornjeg sloja tla u Nigeru, Čadu, severnoj Nigeriji i Burkini Faso. U Mauritaniji su se javljale samo dve oluje prašne godišnje početkom 1960-ih, dok ih je bilo oko 80 godišnje od 2007. godine, prema Andrev Goudiju, profesoru geografije na Oksfordskom univerzitetu. Nivoi saharske prašine koja je dolazila sa istočne obale Afrike u junu 2007. godine bili su pet puta veći nego u junu 2006. godine, i bili su najveći uočeni bar od 1999. godine, što je možda dovoljno ohladilo vode Atlantika da se malo smanji aktivnost uragana krajem 2007.
Takođe se pokazalo da oluje prašine povećavaju širenje bolesti širom sveta. Spore bakterija i virusi iz zemljišta bivaju olujama uneseni sa sitnim česticama u atmosferu i utiču na zagađenje vazduha u gradovima.
Kratkoročni efekti izloženosti pustinjskoj prašini uključuju trenutno pojačane simptome i pogoršanje plućne funkcije kod osoba sa astmom, povećan mortalitet i morbiditet od dugo transportovane prašine iz Sahare i azijskih oluja što sugeriše da dugo transportovane čestice prašne oluje negativno utiču na cirkulatorni sistem. Prašinska pneumonija je rezultat udisanja velikih količina prašine.
Produžena i nezaštićena izloženost respiratornog sistema u prašinskoj oluji takođe može izazvati silikozu, koja će, ako se ne leči, dovesti do gušenja; silikoza je neizlečivo stanje koje takođe može dovesti do raka pluća. Postoji i opasnost od keratokonjunktivitisa sika („suvih očiju“) koji u teškim slučajevima bez hitnog i pravilnog lečenja može dovesti do slepila.

## Vanzemaljske oluje prašine
Oluje prašine nisu ograničene na Zemlju i poznato je da se formiraju na drugim planetama kao što je Mars. Ove oluje prašine mogu se proširiti na veća područja od onih na Zemlji, ponekad okružujući planetu, sa brzinom vetra do 25 m/s (60 mph). Međutim, s obzirom na mnogo niži atmosferski pritisak na Marsu (otprilike 1% od Zemljinog), intenzitet Marsovih oluja nikada ne bi mogao da dostigne vrstu vetrova uraganske sile koji se iskuse na Zemlji. Marsovske oluje prašine nastaju kada solarno grejanje zagreva atmosferu Marsa i izaziva kretanje vazduha, podižući prašinu sa zemlje. Šansa za oluje se povećava kada postoje velike temperaturne varijacije poput onih koje se vide na ekvatoru tokom leta na Marsu.

## Spoljašnje veze
- Dust in the Wind
- Video of a dust storm in Al Asad Iraq, April 27, 2005 Архивирано на веб-сајту  (2. септембар 2007)
- Photos of dust storms hosted by the Portal to Texas History.
- The Bibliography of Aeolian Research
- Storms tear through Texas, neighbor states; Property damage, fires, injuries reported; Arkansas hit hardest  Архивирано на веб-сајту  (30. новембар 2010)
- Dallas dust storm causes LAX delays, cancellations
- University of Arizona Dust Model Page
- Photos of a sandstorm in Riyadh in 2009 from the BBC Newsbeat website